# Sanje o beli poroki
Sanje o beli poroki (angleško Vision in White) je družbeni roman angleške avtorice Nore Roberts. Roman je v slovenščino prevedla Maja Zor; izšel je leta 2010 pri Založbi Meander, Izola. Je prvi roman v zbirki Neveste, ki se osredotoča na fotografinjo Mackensie Elliot.
Roman je osredotočen na Mackensie oz. krajše Mac Elliot, fotografinjo, ki izdeluje poročne fotografije za bodočo nevesto in ženina ter njune svate.Fotografije objavlja tudi v revijah.

## Vsebina
Roman je zgodba o štirih prijateljicah, katere skupaj vodijo podjetje za načrtovanje porok, imenovano Zaobljube. Na velikem posestvu Brown imajo svoje podjetje in hkrati dom. Viktorijansko hišo, ki jo je podedovala Parker po smrti svojih staršev, so prijateljice, ki že od malega uživajo v porokah, spremenile v svoje delovno okolje.
Kljub uspehu na poslovnem področju  šepa njihovo ljubezensko življenje. Tako Mac nekega delovnega dne, ko so vse zasute s pripravo poroke njihove stranke Sherry Maguire, spozna njenega brata Carterja Maguireja, učitelja angleške literature. Mac je vedra, razigrana, energična, vendar v svojem bistvu ranjena ženska ter čisto nasprotje mirnega, zamišljenega ter nerodnega Carterja.

## Glavni literarni liki
- Mackensie (Mac) Elliot: fotografinja
- Emmaline (Emmma) Grant: cvetličarka, aranžerka
- Laurel McBane: specialistka za pecivo
- Parker Brown: direktorica Zaobljub
- Carter Maguire: profesor angleščine, Mackensiein izbranec
- Delaney (Del) Brown: odvetnik, Parkerin brat
- Jack Cook: arhitekt, skupni prijatelj
- Maureen Grady (Mrs. G.): gospodinja na posestvu Brown
- Linda Elliot: Mackensiena mati
- Sherry Maguire: Carterjeva sestra